# Olav Kjelbotn
Olav Kornelius Kjelbotn (* 5. Oktober 1898 in Fosnes; † 17. Mai 1966 in Namsos) war ein norwegischer Skilangläufer.

## Werdegang
Kjelbotn, der für den Namsos IL startete, wurde im Jahr 1924 norwegischer Meister über 30 km. Im Jahr 1926 gewann er den 50-km-Lauf beim Holmenkollen-Skifestival und holte bei den nordischen Skiweltmeisterschaften in Lahti die Bronzemedaille über 50 km. Zudem errang er dort den siebten Platz über 30 km. Sein letztes internationales Rennen absolvierte er im Jahr 1928 bei den Olympischen Winterspielen in St. Moritz. Dabei kam er auf den vierten Platz über 50 km.